# باتريك تايلر
باتريك تايلر (بالإنجليزية: Patrick Tyler)‏ هو صحفي أمريكي، ولد في 6 نوفمبر 1951 في سانت لويس في الولايات المتحدة.